# Сільський округ імені Мукана Іманжанова
імені Мука́на Іманжа́нова сільський округ (каз. Мұқан Иманжанов ауылдық округі, рос. имени Мукана Иманжанова сельский округ) — адміністративна одиниця у складі Улитауського району Улитауської області Казахстану. Адміністративний центр — село Айиртау.
Населення — 98 осіб (2021; 233 у 2009, 327 у 1999, 302 у 1989).
Станом на 1989 рік села Айиртау, Талдисай та Улитау перебували у складі Улитауської сільської ради.

## Склад
До складу округу входять такі населені пункти:
| Населений пункт | Населення, осіб (1989) | Населення, осіб (1999) | Населення, осіб (2009) | Населення, осіб (2021) |
| --------------- | ---------------------- | ---------------------- | ---------------------- | ---------------------- |
| Айиртау, село   | 185                    | 84                     | 81                     | 34                     |
| Кизилуй, село   | 151                    | 127                    | 77                     | 43                     |
| Талдисай, село  | 117                    | 116                    | 75                     | 21                     |